# Neournula nordmanensis
Neournula nordmanensis är en svampart som beskrevs av Paden & Tylutki 1969. Neournula nordmanensis ingår i släktet Neournula och familjen Chorioactidaceae.   Inga underarter finns listade i Catalogue of Life.